# Željko Brkić
Željko Brkić (in serbo Жeљкo Бpкић?; Novi Sad, 9 luglio 1986) è un allenatore di calcio ed ex calciatore serbo, di ruolo portiere.

## Carriera

### Club
Dopo aver militato nelle giovanili del Vojvodina, entra in prima squadra nel 2004. La società biancorossa lo cede in prestito per due anni al Proleter, squadra di Novi Sad che milita in Sprska Liga, terza divisione del campionato serbo-montenegrino. Nella stagione 2006-2007 disputa 21 partite tra i pali del Proleter.
Tornato al Vojvodina dal prestito, gioca 4 volte nel campionato serbo 2007. Nella stagione seguente gli viene dato più spazio e Brkić accumula 13 presenze in Superliga. Nella stagione 2008-09 diviene il portiere titolare del Vojvodina, totalizzando 27 partite in campionato. Gioca altre 23 partite nella Superliga serba del 2010 e scende in campo 26 volte nella stagione seguente, l'ultima a Novi Sad. Con il Vojvodina colleziona 93 presenze in campionato.

#### Udinese e il prestito al Siena
Il 4 luglio 2011 arriva in Italia, tramite l'Udinese, che lo acquista dal Vojvodina per 1,5 milioni di euro. Nella stessa sessione di mercato i friulani lo mandano in prestito al Siena. Fa il suo esordio in serie A l'11 settembre 2011 nella partita Catania-Siena mantenendo la rete inviolata all'esordio (0-0).

#### Ritorno all'Udinese
Nell'estate del 2012 fa rientro all'Udinese diventando portiere titolare della prima squadra. Fa il suo esordio con la maglia bianconera nell'andata dei preliminari di Champions League contro il Sporting Braga. Il suo esordio con l'Udinese in Serie A avviene il 25 agosto 2012 contro la Fiorentina, partita poi persa per 2-1 dai friulani. Il 2 settembre rimedia la sua prima espulsione in maglia friulana contro la Juventus, partita poi persa per 1-4.

#### Prestiti al Cagliari e al Carpi

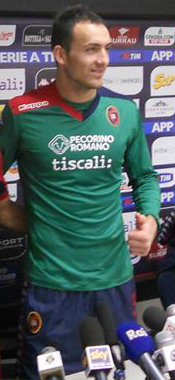
Brkić con la maglia del Cagliari

Il 9 gennaio 2015 si trasferisce in prestito al Cagliari. Indosserà la maglia numero 44.
Fa il suo esordio con la maglia rossoblù in Serie A l'11 gennaio 2015 nella partita Cagliari-Cesena. Brkic fornisce delle buone prestazioni ma la squadra sarda non riesce ad ottenere la salvezza.
Il 16 luglio 2015 dopo essere tornato all'Udinese per la fine del prestito al Cagliari, viene ceduto in prestito con diritto di riscatto ai neopromossi del Carpi. Esordisce il 23 agosto 2015, contro la Sampdoria, sfida persa 5-2, a causa delle prestazioni poco convincenti perde la titolarità dopo poche partite. Il serbo viene comunque impiegato in Coppa dove gli emiliani riescono a raggiungere per la prima volta nella loro storia i quarti di finale e vengono fermati a San Siro dal Milan (2-1).

#### PAOK
Il 7 luglio 2016, Brkić ha firmato un contratto triennale con il PAOK, club della Souper Ligka Ellada. Brkić, che aveva già concordato i termini con il presidente / direttore tecnico del PAOK Ľuboš Micheľ, ha passato le visite mediche con il club di Salonicco e poi ha firmato il suo nuovo contratto, lasciando l'Italia dopo cinque stagioni consecutive. Brkić, insieme agli esperti nazionali greci Panagiotis Glykos e Markos Vellidis, si sono contesi la posizione di portiere per il PAOK nella stagione 2016-17.

### Nazionale
Nel 2007 esordisce in Under-21, nazionale giovanile nella quale disputerà in totale 12 partite fino al 2009. Il 3 marzo 2010 esordisce nella Nazionale maggiore subentrando a Vladimir Stojković nei minuti finali della sfida contro l'Algeria, partita conclusasi sullo 0-3 per i serbi. Gioca 3 partite di qualificazione valide per gli europei 2012 in Polonia e Ucraina contro l'Italia (sconfitta 3-0 a tavolino), l'Irlanda del Nord (2-1) e l'Estonia (1-1). La Serbia, concludendo al terzo posto nel girone del gruppo C, non riesce a qualificarsi agli europei.

## Statistiche

### Presenze e reti nei club
Statistiche aggiornate al 13 gennaio 2016.
| Stagione         | Squadra          | Campionato       | Campionato | Campionato | Coppe nazionali | Coppe nazionali | Coppe nazionali | Coppe continentali | Coppe continentali | Coppe continentali | Altre coppe | Altre coppe | Altre coppe | Totale | Totale |
| Stagione         | Squadra          | Comp             | Pres       | Reti       | Comp            | Pres            | Reti            | Comp               | Pres               | Reti               | Comp        | Pres        | Reti        | Pres   | Reti   |
| ---------------- | ---------------- | ---------------- | ---------- | ---------- | --------------- | --------------- | --------------- | ------------------ | ------------------ | ------------------ | ----------- | ----------- | ----------- | ------ | ------ |
| 2005-2006        | Proleter         | SL               | ?          | -?         | CSM             | -               | -               | -                  | -                  | -                  | -           | -           | -           | ?      | -?     |
| 2006-gen. 2007   | Proleter         | SL               | 21         | -?         | CSM             | -               | -               | -                  | -                  | -                  | -           | -           | -           | 21     | -?     |
| Totale Proleter  | Totale Proleter  | Totale Proleter  | 21         | -?         |                 |                 |                 |                    |                    |                    |             |             |             | 21     | -?     |
| gen.-giu. 2007   | Vojvodina        | SS               | 4          | -?         | CS              | -               | -               | -                  | -                  | -                  | -           | -           | -           | 4      | -?     |
| 2007-2008        | Vojvodina        | SS               | 14         | -17        | CS              | -               | -               | -                  | -                  | -                  | -           | -           | -           | 14     | -17    |
| 2008-2009        | Vojvodina        | SS               | 27         | -19        | CS              | -               | -               | CU                 | 3                  | -3                 | -           | -           | -           | 30     | -22    |
| 2009-2010        | Vojvodina        | SS               | 23         | -20        | CS              | -               | -               | UEL                | 2                  | -5                 | -           | -           | -           | 25     | -25    |
| 2010-2011        | Vojvodina        | SS               | 28         | -13        | CS              | 5               | -8              | -                  | -                  | -                  | -           | -           | -           | 33     | -21    |
| Totale Vojvodina | Totale Vojvodina | Totale Vojvodina | 96         | -69+       |                 | 5               | -8              |                    | 5                  | -8                 |             |             |             | 106    | -85+   |
| 2011-2012        | Siena            | A                | 18         | -20        | CI              | 2               | -2              | -                  | -                  | -                  | -           | -           | -           | 20     | -22    |
| 2012-2013        | Udinese          | A                | 31         | -32        | CI              | 0               | 0               | UCL+UEL            | 2+4                | -2; -10            | -           | -           | -           | 37     | -44    |
| 2013-2014        | Udinese          | A                | 12         | -22        | CI              | 1               | -1              | UEL                | 0                  | 0                  | -           | -           | -           | 13     | -23    |
| 2014-gen. 2015   | Udinese          | A                | 0          | 0          | CI              | 0               | 0               | -                  | -                  | -                  | -           | -           | -           | 0      | 0      |
| Totale Udinese   | Totale Udinese   | Totale Udinese   | 43         | -54        |                 | 1               | -1              |                    | 6                  | -12                |             |             |             | 50     | -67    |
| gen.-giu. 2015   | Cagliari         | A                | 21         | -34        | CI              | 0               | 0               | -                  | -                  | -                  | -           | -           | -           | 21     | -34    |
| 2015-2016        | Carpi            | A                | 4          | -12        | CI              | 3               | -3              | -                  | -                  | -                  | -           | -           | -           | 7      | -15    |
| Totale carriera  | Totale carriera  | Totale carriera  | 203+       | -189+      |                 | 11              | -14+            |                    | 11                 | -20+               |             |             |             | 225+   | -223+  |

### Cronologia presenze e reti in nazionale
| Cronologia completa delle presenze e delle reti in nazionale ― Serbia | Cronologia completa delle presenze e delle reti in nazionale ― Serbia | Cronologia completa delle presenze e delle reti in nazionale ― Serbia | Cronologia completa delle presenze e delle reti in nazionale ― Serbia | Cronologia completa delle presenze e delle reti in nazionale ― Serbia | Cronologia completa delle presenze e delle reti in nazionale ― Serbia | Cronologia completa delle presenze e delle reti in nazionale ― Serbia | Cronologia completa delle presenze e delle reti in nazionale ― Serbia |
| Data                                                                  | Città                                                                 | In casa                                                               | Risultato                                                             | Ospiti                                                                | Competizione                                                          | Reti                                                                  | Note                                                                  |
| --------------------------------------------------------------------- | --------------------------------------------------------------------- | --------------------------------------------------------------------- | --------------------------------------------------------------------- | --------------------------------------------------------------------- | --------------------------------------------------------------------- | --------------------------------------------------------------------- | --------------------------------------------------------------------- |
| 3-3-2010                                                              | Algeri                                                                | Algeria                                                               | 0 – 3                                                                 | Serbia                                                                | Amichevole                                                            | -                                                                     | 81’                                                                   |
| 7-4-2010                                                              | Osaka                                                                 | Giappone                                                              | 0 – 3                                                                 | Serbia                                                                | Amichevole                                                            | -                                                                     | 86’                                                                   |
| 12-10-2010                                                            | Genova                                                                | Italia                                                                | 3 – 0 tav                                                             | Serbia                                                                | Qual. Euro 2012                                                       | -3                                                                    |                                                                       |
| 25-3-2011                                                             | Belgrado                                                              | Serbia                                                                | 2 – 1                                                                 | Irlanda del Nord                                                      | Qual. Euro 2012                                                       | -1                                                                    |                                                                       |
| 29-3-2011                                                             | Tallinn                                                               | Estonia                                                               | 1 – 1                                                                 | Serbia                                                                | Qual. Euro 2012                                                       | -1                                                                    |                                                                       |
| 31-5-2012                                                             | Parigi                                                                | Francia                                                               | 2 – 0                                                                 | Serbia                                                                | Amichevole                                                            | -2                                                                    |                                                                       |
| 12-10-2012                                                            | Belgrado                                                              | Serbia                                                                | 0 – 3                                                                 | Belgio                                                                | Qual. Mondiali 2014                                                   | -3                                                                    |                                                                       |
| 16-10-2012                                                            | Skopje                                                                | Macedonia                                                             | 1 – 0                                                                 | Serbia                                                                | Qual. Mondiali 2014                                                   | -1                                                                    |                                                                       |
| 14-11-2012                                                            | San Gallo                                                             | Cile                                                                  | 1 – 3                                                                 | Serbia                                                                | Amichevole                                                            | -1                                                                    |                                                                       |
| 22-3-2013                                                             | Zagabria                                                              | Croazia                                                               | 2 – 0                                                                 | Serbia                                                                | Qual. Mondiali 2014                                                   | -2                                                                    |                                                                       |
| 7-6-2015                                                              | Sankt Pölten                                                          | Serbia                                                                | 4 – 1                                                                 | Azerbaigian                                                           | Amichevole                                                            | -1                                                                    |                                                                       |
| Totale                                                                |                                                                       | Presenze                                                              | 11                                                                    |                                                                       | Reti                                                                  | -15                                                                   |                                                                       |

## Palmares

### Club

#### Competizioni nazionali
- Coppa di Grecia: 1

PAOK: 2016-2017